# Enópides de Quíos
Enópides de Quíos (en griego: Οἰνοπίδης ὁ Χῖος) fue un matemático, geómetra y astrónomo de la Grecia clásica, que nació hacia el año 490 a. C. en la isla de Quíos y floreció alrededor del 450 a. C. principalmente en Atenas.

## Astronomía
El principal logro de Enópides como astrónomo fue su determinación del ángulo entre el plano del ecuador celeste y las constelaciones del zodiaco (es decir, el plano de la eclíptica, el camino anual del Sol sobre el firmamento). Calculó este ángulo en 24°, valor que mide a su vez la inclinación del eje de la Tierra. Este resultado fue el valor utilizado durante dos siglos, hasta que Eratóstenes lo midió con una mayor precisión.
También determinó el valor del «año grande», esto es, el intervalo más corto de tiempo en el que coincide un número entero de años y un número entero de meses lunares. Como las posiciones relativas del Sol y de la Luna se repiten después de cada año grande, esto ofrece un medio para pronosticar eclipses solares y lunares. En la práctica esto es solo aproximadamente cierto, porque la proporción de la longitud del año solar y del mes lunar no queda exactamente empareja por ninguna fracción matemática sencilla, y porque además la órbita lunar varía continuamente.
Enópides calculó la duración del año grande en 59 años, correspondiendo a 730 meses lunares. Esto era una buena aproximación, pero no un valor exacto, puesto que por entonces 59 años siderales eran equivalentes a 21 550,1 días, mientras que 730 meses sinódicos duraban 21 557,3 días. La diferencia por lo tanto era de siete días. Además, deben considerarse las variables que alteran la órbita lunar. Aun así, un periodo de 59 años tuvo la ventaja de que también se corresponde bastante estrechamente con un número entero de revoluciones orbitales de varios planetas alrededor del Sol, lo que significaba que sus posiciones relativas también se repetían cada ciclo del año grande. Antes de Enópides se utilizaba el año grande de ocho años solares (= 99 meses), y poco después, en el 432 a. C., Metón y Euctemón descubrieron el valor de 18 años, equivalentes a 223 meses (el llamado ciclo de saros).

## Geometría
Mientras que las innovaciones de Enópides como astrónomo principalmente se ocupaban de asuntos prácticos, como geómetra parece haber sido más bien teórico y metodologista, y se impuso a sí mismo la tarea de hacer que la geometría cumpliera con los estándares más altos de pureza teórica. Por ello, introdujo la distinción entre 'teoremas' y 'problemas': aunque ambos están implicados con la solución de un ejercicio, un teorema se significa por ser un bloque del edificio teórico para ser utilizado como el fundamento de teorías más lejanas, mientras que un problema es solo un ejercicio aislado sin importancia o repercusiones más lejanas.
Al parecer también fue el autor de la norma de que las construcciones geométricas tendrían que utilizar no otro medio que regla y compás. En este contexto su nombre está ligado a dos construcciones elementales concretas de la geometría del plano: primero, dibujar por un punto dado una recta perpendicular a una línea recta dada; y segundo, en una línea recta dada y en un punto dado sobre esta recta, construir un ángulo igual a un ángulo dado.

## Atribuciones
Se le atribuyen numerosas sentencias en distintas áreas del saber:
- Se dice que dio una explicación de las crecidas del río Nilo cada verano. Basándose en observaciones de la temperatura del agua en pozos profundos, pudo deducir erróneamente que el agua subterránea es de hecho más fresca en verano que en invierno. En invierno, cuando la lluvia cae y se infiltra en la tierra, se evapora rápidamente otra vez debido al calor de la tierra. Aun así, en verano, cuando el agua en la tierra estaba presuntamente más fría, habría menos evaporación. Entonces, el superávit de humedad tendría que fluir de otra manera, causando así el desbordamiento del Nilo.
- También se le atribuye a Enópides la opinión de que anteriormente el Sol se habría desplazado a lo largo de la Vía Láctea. Así, cuando el Sol vio como Tiestes, una figura mitológica, recibió a su propio hijo como cena servido por su hermano Atreo, el Sol quedó tan horrorizado que abandonó su curso y se cambió al plano del zodíaco. Esta atribución parece bastante improbable.
- Se dice que Enópides consideraba el universo como un organismo viviente, siendo una divinidad su alma.
- Así mismo, se dice que creía que el fuego y el aire eran los principios esenciales del universo.

## Eponimia
- El cráter lunar Oenopides lleva este nombre en su memoria.[1]